# Сравнение виртуальных машин
В таблице ниже приводится сравнение основных характеристик виртуальных машин. Все приведённые далее виртуальные машины являются гипервизорами (эмуляторами аппаратного обеспечения). Ни одна из них не является виртуализацией приложений, как, например, Java Virtual Machine или Parrot Virtual Machine.
| Название                         | Создатель                                                           | Процессор машины-носителя | Гостевой процессор                                    | ОС машины-носителя | Официально поддерживаемые гостевые ОС | Поддержка SMP в гостевых ОС | Поддержка любой ОС | Поддержка драйверов в гостевой ОС | Принцип действия                                                     | Лицензия                                     | Типичное применение | Скорость работы гостевой ОС в сравнении с ОС носителя                                             |
| -------------------------------- | ------------------------------------------------------------------- | --- | ----------------------------------------------------- | --- | --- | --- | ------------------ | --------------------------------- | -------------------------------------------------------------------- | -------------------------------------------- | --- | ------------------------------------------------------------------------------------------------- |
| bhyve                            | FreeBSD                                                             | AMD64 | Intel x86, AMD64                                      | FreeBSD, OmniOS , SmartOS | FreeBSD, FreeNAS, pfSense, OpenBSD, Linux, Windows | Есть | Нет                | N/A                               | Паравиртуализация, Аппаратная виртуализация                          | BSD                                          | Изоляция виртуализированных серверов                                                                                     | Близка к производительности системы                                                               |
| Bochs                            | Kevin Lawton                                                        | Intel x86, AMD64, SPARC, PowerPC, Alpha, MIPS, ARM                                                                                   | Intel x86, AMD64                                      | Windows, Linux, OS X, IRIX, AIX, BeOS, Android | DOS, Windows, xBSD, Linux, | Есть | Есть               | ?                                 | Эмулятор                                                             | LGPL                                         | Увлечение, разработка, безопасное низкоуровневое исследование и отладка, дизассемблирование (в т.ч. операционных систем) | Очень низкая                                                                                      |
| Colinux                          | Dan Aloni и другие                                                  | Intel x86 | Такой же, как и у родительской                        | Linux, Windows NT (NT, 2000, XP, Server 2003) | Linux | Есть | Нет                | Некоторые                         | Портирование                                                         | GPL version 2                                | Изоляция | Без потерь                                                                                        |
| AlphaVM-Free                     | EmuVM                                                               | x86, x86-64 | DEC Alphaserver                                       | Windows, Linux, FreeBSD | OpenVMS, Tru64 | Нет | Нет                | ?                                 | ?                                                                    | freeware                                     | Исследования, увлечение                                                                                                  | Медленная                                                                                         |
| AlphaVM-Pro                      | EmuVM                                                               | x86-64 | DEC Alphaserver                                       | Windows 7x64, Linux | OpenVMS, Tru64 | Да | Нет                | ?                                 | ?                                                                    | Проприетарная                                | Бизнес, исследования | Без потерь                                                                                        |
| CHARON-AXP                       | Stromasys                                                           | x86-64 | DEC Alphaserver                                       | Windows XP/2003/2008 x64 | OpenVMS, Tru64 | Нет | Нет                | ?                                 | ?                                                                    | Проприетарная                                | Исследования, увлечение                                                                                                  | Медленная                                                                                         |
| CHARON-VAX                       | Stromasys                                                           | x86, IA-64 | DEC Alphaserver                                       | Windows XP/2003/2008 x64 | OpenVMS | Нет | Нет                | ?                                 | ?                                                                    | Проприетарная                                | Исследования, увлечение                                                                                                  | Медленная                                                                                         |
| Denali                           | University of Washington                                            | Intel x86 | Intel x86                                             | Denali | Ilwaco, NetBSD | Нет | Нет                | ?                                 | Паравиртуализация и портирование                                     | ?                                            | Исследования | Медленная                                                                                         |
| DOSBox                           | Peter Veenstra, Sjoerd и сообщество                                 | Intel x86, AMD64, SPARC, PowerPC, Alpha, MIPS                                                                                        | Intel x86                                             | Linux, Windows, Mac OS Classic, Mac OS X, BeOS, FreeBSD, OpenBSD, Solaris, QNX, IRIX, Kolibri, Android                                                              | Внешне эмулирует оболочку DOS | Нет | Нет                | Есть                              | Эмуляция с помощью динамической трансляции или интерпретации         | GPL                                          | Исполнение приложений под DOS, в частности, игр                                                                          | Крайне низкая. Скорость работы никак не связана с тем, какое приложение исполняется               |
| DOSEMU                           | DOSEMU                                                              | Intel x86 | Intel x86                                             | Linux | DOS | Нет | Есть               | Есть                              | Аппаратная виртуализация                                             | GPL version 2                                | Полная поддержка приложений                                                                                              | Без потерь                                                                                        |
| FreeVPS                          | PSoft                                                               | Intel x86, AMD64 | Совместимый                                           | Linux | Различные дистрибутивы Linux | Есть | Нет                | n/a                               | Виртуализация на уровне ОС                                           | GPL version 2                                | Хостинг, разделение сервисов, безопасность                                                                               | Без потерь                                                                                        |
| GUSS                             | guss-hackers                                                        | Intel x86 | Intel x86                                             | Linux | Linux | ? | ?                  | ?                                 | ?                                                                    | GPL                                          | ? | ?                                                                                                 |
| iCore Virtual Accounts           | iCore Software                                                      | Intel x86 | Совместимый                                           | Windows | Windows | есть | нет                | N/A                               | Виртуализация на уровне ОС                                           | Проприетарная                                | Безопасность, пробование нового ПО, совместное использование компьютера несколькими людьми.                              | Без потерь                                                                                        |
| Integrity Virtual Machines       | Hewlett-Packard                                                     | Itanium | Itanium                                               | HP-UX | HP-UX (анонсирована поддержка Linux, Windows, OpenVMS) | Есть (4-way) | Есть               | Необязательно                     | Виртуализация                                                        | Проприетарная                                | Консолидация серверов | Близка к производительности системы-носителя (не нужно ставить дополнительные гостевые сервера)   |
| Jail                             | FreeBSD                                                             | Intel x86, AMDx64 | Совместимый                                           | FreeBSD | FreeBSD | Есть | Нет                | N/A                               | Виртуализация на уровне ОС                                           | BSD                                          | Хостинг, разделение сервисов, безопасность                                                                               | Без потерь                                                                                        |
| KVM                              | Red Hat                                                             | Процессор Intel/AMD с поддержкой аппаратной виртуализации                                                                            | Совместимый                                           | Linux | Linux, HURD, Windows, xBSD, Darwin, QNX, MINIX, Haiku, Amiga Research OS, ReactOS, Plan 9, MS DOS, Free DOS, Solaris                                          | Есть | Нет                | N/A                               | Паравиртуализация, Аппаратная виртуализация                          | GPL2                                         | Изоляция виртуализированных серверов                                                                                     | Близка к производительности системы                                                               |
| Linux-VServer                    | Linux-VServer                                                       | Intel x86, AMD64, IA-64, Alpha, PowerPC/64, PA-RISC/64, SPARC/64, ARM, S/390, SH/66, MIPS                                            | Совместимый                                           | Linux | Различные дистрибутивы Linux | Есть | Нет                | N/A                               | Виртуализация на уровне ОС                                           | GPL version 2                                | Хостинг, разделение сервисов, безопасность                                                                               | Без потерь                                                                                        |
| Mac on Linux                     | Mac On Linux                                                        | PowerPC | PowerPC                                               | Linux | Mac OS X, Mac OS 7.5.2 to 9.2.2, Linux | ? | ?                  | ?                                 | Виртуализация                                                        | GPL                                          | | Без потерь                                                                                        |
| OpenVZ                           | Проект сообщества, поддерживаемый Parallels, Inc.                   | Intel x86, AMD64, IA-64 | Intel x86, AMD64, IA-64                               | Linux | Различные дистрибутивы Linux | Есть | Нет                | Совместимый                       | Виртуализация на уровне ОС                                           | GPL                                          | Изоляция виртуализированных серверов                                                                                     | Без потерь                                                                                        |
| Parallels Workstation            | Parallels, Inc.                                                     | Intel x86, Intel VT-x | Intel x86                                             | Windows, Linux, Mac OS X (Intel version) | Windows, Linux, FreeBSD, OS/2, eComStation, MS-DOS, Solaris                                                                                                   | Нет | Есть               | Есть                              | Виртуализация, легковесный гипервизор                                | Проприетарная                                | Увлечение, разработка, тестирование, рабочая станция                                                                     | Близка к производительности системы-носителя                                                      |
| PearPC                           | Sebastian Biallas и другие                                          | x86, AMD64, PowerPC | PowerPC                                               | Windows, Linux, OS X, NetBSD | OS X, Darwin, Linux | Нет | Есть               | Есть                              | Эмуляция с помощью динамической трансляции                           | GPL                                          | Увлечение, разработка, рабочая станция                                                                                   | 10 % производительности системы-носителя                                                          |
| QEMU                             | Fabrice Bellard и другие                                            | Intel x86, AMD64, IA-64, PowerPC, Alpha, SPARC 32 and 64, ARM, S/390, M68k                                                           | Intel x86, AMD64, ARM, SPARC 32 and 64, PowerPC, MIPS | Windows, Linux, OS X, FreeBSD, BeOS | Список постоянно меняется (недоступная ссылка) | Есть | Есть               | ?                                 | Динамическая рекомпиляция                                            | GPL/LGPL                                     | Увлечение, разработка, рабочая станция, сервер                                                                           | От 10 до 20 % скорости системы-носителя (недоступная ссылка)                                      |
| QEMU с модулем kqemu             | Fabrice Bellard                                                     | Intel x86, AMD64 | Такой же, как и у системы-носителя                    | Linux, FreeBSD, Windows | Список постоянно меняется (недоступная ссылка) | Нет | Есть               | ?                                 | Виртуализация                                                        | GPL                                          | Увлечение, разработка, рабочая станция, сервер                                                                           | Близка к производительности системы-носителя                                                      |
| QEMU с модулем qvm86             | Paul Brook                                                          | x86 | x86                                                   | Linux, NetBSD, Windows | Список постоянно меняется | Нет | Есть               | ?                                 | Виртуализация                                                        | GPL                                          | Увлечение, разработка, рабочая станция, сервер                                                                           | Близка к производительности системы-носителя                                                      |
| View-OS                          | Renzo Davoli и другие                                               | Intel x86, PowerPC, AMD64 (in progress)                                                                                              | Такой же, как и у системы-носителя                    | Linux 2.6+ | Исполняемые файлы Linux | Есть | Нет                | N/A                               | Частичная виртуализация с помощью перехвата системных вызовов        | GPL version 2                                | Безопасность, изоляция, тестирование, мобильность                                                                        | Близка к производительности системы-носителя (лучше с патчем ptrace ядра)                         |
| User-mode Linux                  | Jeff Dike и другие                                                  | Intel x86, PowerPC | Такая же, как и у системы-носителя                    | Linux | Linux | ? | Нет                | ?                                 | Портирование                                                         | GPL version 2                                | Изоляция | Низкая                                                                                            |
| Virtual PC 2004                  | Microsoft                                                           | Intel x86 | Intel x86                                             | Windows | DOS, Windows, OS/2 | Нет | Есть               | Есть                              | Виртуализация (перехват гостевых вызовов)                            | Проприетарная (бесплатная с июля 2006 года)  | Увлечение, разработка, рабочая станция                                                                                   | Практически без потерь, если используются расширения Virtual Machine additions                    |
| Virtual PC 2007                  | Microsoft                                                           | Intel x86, x64 | Intel x86                                             | Windows Vista (Business, Enterprise, Ultimate), XP Pro, XP Tablet PC Edition                                                                                        | DOS, Windows, OS/2, Linux (SUSE, Xubuntu), OpenSolaris (Belenix)                                                                                              | Нет | Есть               | Есть                              | Виртуализация (перехват гостевых вызовов)                            | Проприетарная (бесплатная с июля 2006 года)  | Увлечение, разработка, рабочая станция                                                                                   | Практически без потерь, если используются расширения Virtual Machine additions                    |
| VirtualPC 7 for Mac              | Microsoft                                                           | PowerPC | Intel x86                                             | OS X | Windows, OS/2, Linux | Нет | Есть               | Есть                              | Динамическая рекомпиляция (поддерживается перехват гостевых вызовов) | Проприетарная                                | Увлечение, разработка, рабочая станция                                                                                   | Низкая                                                                                            |
| VirtualBox                       | Innotek, подразделение Sun Microsystems (в 2010 Sun куплена Oracle) | Intel x86, AMD64 | Такой же, как и на машине-носителе. ver. 5.0.14       | MS Windows, Linux, Solaris, OpenSolaris, Mac OS X, FreeBSD | DOS, OS/2, MS Windows, Linux, Solaris, OpenSolaris, OpenBSD, FreeBSD, NetBSD, Netware, QNX, L4, Mac OS X                                                      | Есть | Есть               | Есть                              | Динамическая рекомпиляция (основана на QEMU)                         | Свободная и проприетарная версии (GPL, PUEL) | Увлечение, разработка, тестирование                                                                                      | Практически без потерь, если используются расширения                                              |
| VirtualLogix VLX                 | VirtualLogix                                                        | ARM, DSP C6000, Intel x86, Intel VT-x и VT-d, PowerPC                                                                                | Такая же, как и у системы-носителя                    | Нет | Linux, C5, VxWorks, Nucleus, DSP/BIOS and proprietary OS | Есть | Есть               | Есть                              | Паравиртуализация, портирование, аппаратная виртуализация            | Проприетарная                                | Встроенные системы реального времени: мобильные телефоны, сетевые устройства и т.д.                                      | Близка к производительности системы-носителя                                                      |
| Microsoft Virtual Server 2005 R2 | Microsoft                                                           | Intel x86, AMD64 | Intel x86                                             | Windows 2003, XP | Windows NT, 2000, 2003, 2008, XP, Vista, Linux (Red Hat and SUSE)                                                                                             | Нет | Есть               | Есть                              | Virtualization (перехват гостевых вызовов)                           | Проприетарная (Free)                         | Консолидация серверов | Близка к производительности системы-носителя при установленных дополнениях для Virtual Machine    |
| Hyper-V                          | Microsoft                                                           | Intel x86-64 (обязательно Intel VT-x; VT-d требуется лишь в Hyper-V 2012 для использования SR-IOV), AMD64 (обязательно AMD Pacifica) | Intel x86, AMD64                                      | Нет (также может работать под Windows Server 2008 (x64)) | Windows NT (до Windows 8/Server 2012R2 - с ограничениями), Linux (Red Hat (CentOS), SUSE, Debian). Поколение 2 поддерживает только виртуализацию x86-64.      | Да (могут быть ограничения) | Есть               | Есть                              | Аппаратная виртуализация                                             | Проприетарная (Free)                         | Консолидация серверов, организация непрерывной работы, тестирование                                                      | Близка к производительности системы-носителя / без потерь.                                        |
| Virtuozzo                        | Parallels, Inc.                                                     | Intel x86, IA-64, AMD64 | Intel x86, IA-64, AMD64                               | Linux & Windows | Различные дистрибутивы Linux; Windows | Есть | Нет                | Совместимый                       | Виртуализация на уровне ОС                                           | Проприетарная                                | Консолидация серверов, восстановление после сбоев, сервис-провайдеры                                                     | Без потерь                                                                                        |
| VMware ESX Server 2.5.3          | VMware                                                              | Intel x86, AMD64 | Intel x86                                             | Нет | Windows, RedHat, SuSE, FreeBSD, Netware | Есть (Add-on) (2 way) | Есть               | Есть                              | Виртуализация x86                                                    | Проприетарная                                | Консолидация серверов уровня предприятия, организация непрерывной работы, разработка/тестирование                        | Близка к производительности системы-носителя                                                      |
| VMware ESX Server 3.0            | VMware                                                              | Intel x86, AMD64 | Intel x86, AMD64                                      | Нет | Windows, RedHat, SuSE, Netware, Solaris | Есть (дополнительно) (до 4-ч) | Есть               | Есть                              | Виртуализация x86                                                    | Проприетарная                                | Консолидация серверов уровня предприятия, организация непрерывной работы, разработка/тестирование                        | Близка к производительности системы-носителя                                                      |
| VMware ESXi 5.5                  | vSphere ESXi Hypervisor                                             | Intel x86, AMD64 | Intel x86, AMD64                                      | Нет | Windows, RedHat, SuSE, FreeBSD, Netware | Есть | Есть               | Есть                              | Аппаратная виртуализация                                             | Проприетарная                                | Консолидация серверов уровня предприятия, организация непрерывной работы, разработка/тестирование                        | Близка к производительности системы-носителя                                                      |
| VMware Server                    | VMware                                                              | Intel x86, AMD64 | Intel x86, AMD64                                      | Windows, Linux | DOS, Windows, Linux, FreeBSD, Netware, Solaris, Virtual Appliances                                                                                            | Есть (с ограничениями) | Есть               | Есть                              | Виртуализация x86                                                    | Проприетарная (Free)                         | Консолидация серверов, разработка, тестирование                                                                          | Практически без потерь, если используются расширения                                              |
| VMware Workstation 15.5.1        | VMware                                                              | Intel x86, AMD64 | Intel x86, AMD64                                      | Windows, Linux | DOS, Windows, Linux, FreeBSD, Netware, Solaris, Virtual Appliances                                                                                            | Есть (с ограничениями) | Есть               | Есть                              | Виртуализация x86                                                    | Проприетарная                                | Технические специалисты, разработчики, тестировщики, тренеры                                                             | Практически без потерь, если используются расширения                                              |
| VMware Player                    | VMware                                                              | Intel x86, AMD64 | Intel x86, AMD64                                      | Windows, Linux | DOS, Windows, Linux, FreeBSD, Netware, Solaris, Virtual Appliances                                                                                            | Нет | Есть               | Есть                              | Виртуализация x86                                                    | Проприетарная (Free)                         | Технические специалисты, разработчики, тестировщики, тренеры (заранее подготовленная машина)                             | Практически без потерь, если используются расширения                                              |
| SimNow                           | AMD                                                                 | AMD64 | AMD64                                                 | Linux (64bit), Windows (64bit) | Linux, Windows (32bit и 64bit) | Есть | Есть               | Есть                              | Кеширование кода, виртуализация                                      | Проприетарная (AMD)                          | Разработка, сервер | Почти в 10 раз медленней                                                                          |
| Solaris Zones                    | Sun Microsystems OpenSolaris                                        | Intel x86, AMD64, UltraSPARC, SPARC64                                                                                                | Совместимая                                           | Solaris | Solaris, Linux (BrandZ) | Есть | Нет                | -                                 | Виртуализация на уровне ОС                                           | CDDL (Free)                                  | бизнес, разработка, консолидация серверов, хостинг, разделение сервисов, безопасность, изоляция                          | Близка к производительности системы-носителя                                                      |
| SVISTA 2004                      | Serenity Systems International                                      | Intel x86 | Intel x86                                             | Windows, OS/2, Linux, FreeBSD | ? | Нет | ?                  | ?                                 | ?                                                                    | Проприетарная                                | Увлечение, разработка, рабочая станция                                                                                   | ?                                                                                                 |
| TRANGO                           | TRANGO Systems, Grenoble, France                                    | ARM, XScale, MIPS, PowerPC | Paravirtualized ARM, MIPS, PowerPC                    | none: bare metal execution, Linux or Windows as dev. hosts | Linux, eCos, µC/OS-II | Есть | Есть               | Есть                              | Паравиртуализация, портирование, аппаратная виртуализация            | Проприетарная                                | Мобильные телефоны, сетевые устройства и т.д.                                                                            | Без потерь                                                                                        |
| Xen                              | Кембриджский университет, Intel, AMD                                | Intel x86, AMD64, ((ведётся портирование на PowerPC и IA-64)), ARM                                                                   | Такая же, как у системы-носителя                      | FreeBSD, NetBSD, Linux | Linux, NetBSD, FreeBSD, OpenBSD, Windows XP & 2003 Server (требует версию не ниже 3.0 и процессор, поддерживающий технологию Vanderpool или Pacifica), Plan 9 | Есть | Есть               | Не требуются                      | Паравиртуализация, портирование или аппаратная виртуализация         | GPL                                          | консолидация серверов, хостинг, разделение сервисов, безопасность, изоляция                                              | Без потерь                                                                                        |
| z/VM                             | IBM                                                                 | z/Architecture | z/Architecture и предшественники                      | Никакая или такая же. Множество уровней вложенности, например, VM/ESA работает внутри z/VM 4.4, которая работает внутри z/VM 5.2, которая работает внутри z/VM 5.1. | Linux on zSeries, z/OS, z/VSE, z/TPF, z/VM, MUSIC/SP и предшественники                                                                                        | Есть, реальная и виртуальная (гостевая система может получить больше процессоров, чем есть), динамическое назначение процессоров | Есть               | Есть, но не обязательно           | Уникальная аппаратная виртуализация                                  | Проприетарная                                | Универсальная | Обычно работают тысячи виртуальных машин на одной системе, одна или более на каждого пользователя |
| Название                         | Создатель                                                           | Процессор машины-носителя | Гостевой процессор                                    | ОС машины-носителя | Официально поддерживаемые гостевые ОС | Поддержка SMP в гостевых ОС | Поддержка любой ОС | Поддержка драйверов в гостевой ОС | Принцип действия                                                     | Лицензия                                     | Типичное применение | Скорость работы гостевой ОС в сравнении с ОС носителя                                             |